# Sylvain Geboers
Sylvain Geboers   (Balen, 28 de març de 1945) és un expilot de motocròs flamenc. Durant la dècada del 1960 i començament de la del 1970 va ser un dels màxims aspirants al títol de Campió del Món de motocròs en la categoria dels 250cc, per bé que mai no el va aconseguir. Va assolir-ne, però, el subcampionat els anys 1969 i 1970, a més de dues victòries al Motocross des Nations i quatre al Trophée des Nations formant part de l'equip belga. A banda, va guanyar la Trans-AMA de 1971 i dos campionats de Bèlgica de 500cc.
Durant la seva carrera, va coincidir sovint al mateix equip amb el també belga Joël Robert, essent ambdós els principals pilots oficials de ČZ primer i de Suzuki, després.
Nascut a Balen, Geboers viu de fa anys a la ciutat del costat, Mol, a menys de 5 km. És en aquesta ciutat on es va morir el 2018 el seu germà petit, Eric Geboers (diverses vegades Campió del Món de motocròs durant els anys 80), ofegat en un estany en intentar salvar el seu gos.

## Resum biogràfic
Sylvain Geboers va començar a competir a 16 anys amb una pesada motocicleta de quatre temps. A 17 anys, va guanyar el seu primer títol tot esdevenint Campió de Bèlgica júnior de 500cc amb una BSA Goldstar. Un any després, el 1964, formà part de l'equip de Bèlgica que acabà segon al Motocross des Nations, a Hawkstone Park. Gràcies a aquest èxit, Matchless li va oferir suport per a la temporada de 1965.
El 1966, el preparador suec Lindström el va contractar per a competir en el campionat del món de 500cc amb les seves motos de dos temps, bàsicament Husqvarna millorades. Geboers hi aconseguí els seus primers punts en acabar tercer al Gran Premi de Dinamarca, però ja no va fer res més de bo durant la temporada i acabà 16è a la classificació final, cosa que el va empènyer a canviar de marca per a 1967. Va acabar triant la CZ i, un any després, decidí canviar a la categoria dels 250cc, on les motos d'aquesta marca eren superiors.
A partir de 1968, inicialment amb la marca txecoslovaca i, d'ençà de 1970, amb la japonesa Suzuki, inicià una reeixida carrera dins el mundial de 250cc que el va dur a ser subcampió del món dues vegades i tres, el tercer classificat.
En acabar la temporada de 1974, abandonà Suzuki i va passar a Husqvarna per a la temporada següent. El 1975 va començar força bé el campionat en acabar quart a la primera mànega de la prova inicial, el Gran Premi d'Espanya, celebrat al circuit del Vallès. Però l'èxit no va tenir continuïtat i va acabar el mundial en 21a posició final. Aquell fou el seu primer i únic any amb Husqvarna, ja que de cara al 1976 va passar a Maico, marca amb què va córrer els seus darrers anys com a pilot.

### Retirada
El 15 d'agost de 1978, Sylvain Geboers va córrer la seva darrera cursa per al KMC Mol (el motoclub de la seva ciutat de residència) al circuit de Keiheuvel-Balen, a la seva ciutat natal. Un cop retirat de la competició, esdevingué mànager de l'equip europeu de motocròs de Suzuki. Des d'aquest càrrec ajudà i llançà a la fama grans campions com ara Georges Jobé, Greg Albertyn, Stefan Everts o el seu germà, Eric Geboers.
Sylvain Geboers no només era famós a la seva època per la seva resistència física i la seva superioritat en circuits sorrencs, sinó que també pel seu bon caràcter. Bonhomiós i sempre positiu, destacava pel seu entusiasme i autoestima. «Considerava que la salut mental i física era tan important com la meva habilitat per a pilotar», va dir algun cop.

## Palmarès internacional
| Any          | Motocicleta  | Mundial 250cc | Per equips | Per equips | Trans AMA | Títols |
| Any          | Motocicleta  | Mundial 250cc | MXDN       | Trophée    | Trans AMA | Títols |
| ------------ | ------------ | ------------- | ---------- | ---------- | --------- | ------ |
| 1968         | ČZ           | 3r            |            |            |           | -      |
| 1969         | ČZ           | 2n            | 1r         | 1r         |           | 2      |
| 1970         | Suzuki       | 2n            |            | 1r         | 5è        | 1      |
| 1971         | Suzuki       | 3r            |            | 1r         | 1r        | 2      |
| 1972         | Suzuki       | 3r            |            |            |           | -      |
| 1973         | Suzuki       | 22è           | 1r         | 1r         | 10è       | 2      |
| 1974         | Suzuki       | 11è           |            |            |           | -      |
| 1975         | Husqvarna    | 21è           |            |            |           | -      |
| 1976         | Maico        | 25è           |            |            |           | -      |
| Total títols | Total títols | 0             | 2          | 4          | 1         | 7      |

Notes
1. ↑  La classificació consignada a MXDN i Trophée fa referència a la posició final obtinguda per l'equip estatal
2. ↑  Al total de títols s'hi compten tots els campionats internacionals guanyats, MXDN i Trophée inclosos
3. ↑  Resultat assolit a la Inter-AM